# Finale mondiale de l'athlétisme 2004
 (janvier 2025).
Si vous disposez d'ouvrages ou d'articles de référence ou si vous connaissez des sites web de qualité traitant du thème abordé ici, merci de compléter l'article en donnant les références utiles à sa vérifiabilité et en les liant à la section « Notes et références ».
Navigation
Édition précédente Édition suivante
La Finale mondiale de l'athlétisme 2004 s'est déroulée au Stade Louis-II de Monaco les 18 et 19 septembre 2004. Les deux épreuves du lancer du marteau ont eu lieu simultanément à Szombathely, en Hongrie.

## Résultats

### Hommes
| Épreuves         | Or                           | Argent                    | Bronze                    |
| ---------------- | ---------------------------- | ------------------------- | ------------------------- |
| 100 m            | Asafa Powell (JAM)           | Francis Obikwelu (POR)    | Aziz Zakari (GHA)         |
| 200 m            | Asafa Powell (JAM)           | Frankie Fredericks (NAM)  | Stéphane Buckland (MRI)   |
| 400 m            | Michael Blackwood (JAM)      | Derrick Brew (USA)        | Otis Harris (USA)         |
| 800 m            | Youssef Saad Kamel (BHR)     | Joseph Mutua (KEN)        | Bram Som (NED)            |
| 1500 m           | Ivan Heshko (UKR)            | Alex Kipchirchir (KEN)    | Laban Rotich (KEN)        |
| 3000 m           | Eliud Kipchoge (KEN)         | James Kwalia (KEN)        | Mulugeta Wendimu (ETH)    |
| 5000 m           | Sileshi Sihine (ETH)         | Dejene Birhanu (ETH)      | Augustine Choge (KEN)     |
| 3000 m steeple   | Saif Saaeed Shaheen (QAT)    | Ezekiel Kemboi (KEN)      | Paul Kipsiele Koech (KEN) |
| 110 m haies      | Allen Johnson (USA)          | Maurice Wignall (JAM)     | Stanislavs Olijars (LAT)  |
| 400 m haies      | Bershawn Jackson (USA)       | James Carter (USA)        | Kemel Thompson (JAM)      |
| Saut en hauteur  | Stefan Holm (SWE)            | Yaroslav Rybakov (RUS)    | Mark Boswell (CAN)        |
| Saut à la perche | Timothy Mack (USA)           | Toby Stevenson (USA)      | Derek Miles (USA)         |
| Saut en longueur | Ignisious Gaisah (GHA)       | Dwight Phillips (USA)     | John Moffitt (USA)        |
| Triple saut      | Christian Olsson (SWE)       | Danil Burkenya (RUS)      | Kenta Bell (USA)          |
| Poids            | Joachim Olsen (DEN)          | Adam Nelson (USA)         | Manuel Martínez (ESP)     |
| Disque           | Mario Pestano (ESP)          | Zoltán Kövágó (HUN)       | Aleksander Tammert (EST)  |
| Marteau          | Olli-Pekka Karjalainen (FIN) | Krisztián Pars (HUN)      | Primož Kozmus (SVN)       |
| Javelot          | Breaux Greer (USA)           | Andreas Thorkildsen (NOR) | Jan Železný (CZE)         |

### Femmes
| Épreuves         | Or                              | Argent                    | Bronze                      |
| ---------------- | ------------------------------- | ------------------------- | --------------------------- |
| 100 m            | Veronica Campbell (JAM)         | Aleen Bailey (JAM)        | Lauryn Williams (USA)       |
| 200 m            | Veronica Campbell (JAM)         | Debbie Ferguson (BAH)     | Aleen Bailey (JAM)          |
| 400 m            | Ana Guevara (MEX)               | Monique Hennagan (USA)    | DeeDee Trotter (USA)        |
| 800 m            | Hasna Benhassi (MAR)            | Jearl Miles-Clark (USA)   | Mina Aït Hammou (MAR)       |
| 1500 m           | Kelly Holmes (GBR)              | Tatyana Tomashova (RUS)   | Yelena Zadorozhnaya (RUS)   |
| 3000 m           | Meseret Defar (ETH)             | Yelena Zadorozhnaya (RUS) | Lidia Chojecka (POL)        |
| 5000 m           | Elvan Abeylegesse (TUR)         | Isabella Ochichi (KEN)    | Ejegayehu Dibaba (ETH)      |
| 100 m haies      | Joanna Hayes (USA)              | Jenny Adams (USA)         | Lacena Golding-Clarke (JAM) |
| 400 m haies      | Sandra Glover (USA)             | Tatyana Tereshchuk (UKR)  | Brenda Taylor (USA)         |
| Saut en hauteur  | Yelena Slesarenko (RUS)         | Viktoriya Styopina (UKR)  | Irina Mikhalchenko (UKR)    |
| Saut à la perche | Yelena Isinbayeva (RUS)         | Tatyana Polnova (RUS)     | Anna Rogowska (POL)         |
| Saut en longueur | Irina Simagina (RUS)            | Tatyana Lebedeva (RUS)    | Tatyana Kotova (RUS)        |
| Triple saut      | Françoise Mbango Etone (CMR)    | Tatyana Lebedeva (RUS)    | Yamilé Aldama (SUD)         |
| Poids            | Nadezhda Ostapchuk (BLR)        | Krystyna Zabawska (POL)   | Lieja Tunks (NED)           |
| Disque           | Věra Pospíšilová-Cechlová (CZE) | Natalya Sadova (RUS)      | Irina Yatchenko (BLR)       |
| Marteau          | Olga Kuzenkova (RUS)            | Olga Tsander (BLR)        | Manuela Montebrun (FRA)     |
| Javelot          | Osleidys Menéndez (CUB)         | Nikola Brejchová (CZE)    | Steffi Nerius (GER)         |